# شبكرمة صينية
شبكرمة صينية (الاسم العلمي:Ampelopsis chinensis) هي نوع غير مؤكد من النباتات يتبع جنس الشبكرمة من فصيلة الكرمية.